# Msallata
Msallata, Masallatah, al-Qasabat o el-Gusbat (in arabo: مسلاتة) è una città della Libia situata nel distretto di al-Murgub, in Tripolitania.
Fino al 1995 capoluogo dell'omonima municipalità, nel 2001 è stata inglobata nel distretto di Tarhuna e Msallata, per poi entrare a far parte, dal 2007, del distretto di al-Murgub.